# Guerre anglo-espagnole (1585-1604)
Pour les articles homonymes, voir Guerre anglo-espagnole.
Guerre anglo-espagnole (1585-1604)
Batailles
- San Juan de Ulúa
- Saint-Domingue
- Carthagène des Indes (en)
- Saint-Augustine
- Puerto Caballos (1er) (en)
- San Mateo (en)
- Guadeloupe (en)
- San Juan (1re) (en)
- Pinos (en)
- San Juan (2e) (en)
- Portobello (en)
- Puerto Caballos (2e) (en)

Açores et îles Canaries :
- Bataille des Açores
- Île Terceira
- Flores
- Las Palmas (en)
- Ferrol - Açores (en)

Eaux européennes :
- Cadix (1er)
- Calais - Gravelines
- La Corogne - Lisbonne
- Détroit de Gibraltar (1er) (en)
- Détroit de Gibraltar (2e) (en)
- Berlengas (en)
- Golfe d'Almería (en)
- Golfe de Gascogne (en)
- Cornouailles
- Cadix (2e)
- Sesimbra (en)
- Dover Strait (en)
- Golfe de Cadix (en)

Allemagne et Pays-Bas :
- Mons
- Goes
- Haarlem
- Schoonhoven (en)
- Gembloux
- Rijmenam
- Noordhorn
- Eindhoven (en)
- Arnhem (en)
- Zutphen
- L'Écluse (en)
- Berg-op-Zoom
- Rheinberg (en)
- Breda
- Deventer
- Groenlo (1er)
- Lippe (en)
- Turnhout
- Bredevoort (en)
- Groenlo (2e)
- Nieuport
- Ostende

France :
- Arques
- Paris
- Rouen
- Craon
- Blaye
- Fort Crozon
- Le Catelet
- Doullens
- Calais (2e) (en)
- Amiens

Irlande :
- Carrigafoyle
- Smerwick (en)
- Côte ouest irlandaise
- Kinsale
- Castlehaven (en)

La guerre anglo-espagnole de 1585-1604 est un conflit intermittent, ponctué de batailles importantes mais très éloignées les unes des autres, et ayant opposé les royaumes d'Angleterre d'Élisabeth Ire et d'Espagne de Philippe II.
Cette guerre, intrinsèquement liée au théâtre plus vaste des tensions dynastiques, religieuses et commerciales en Europe, n'a jamais été officiellement déclarée. Elle commence avec l'expédition de Robert Dudley, comte de Leicester et favori d'Élisabeth Ire qui le charge de soutenir la révolte des Provinces-Unies contre l'autorité espagnole.
En 1587, les Anglais remportent une victoire à Cadix et l'Invincible Armada espagnole est défaite à la bataille de Gravelines. Deux autres armées espagnoles sont envoyées (Armada espagnole de 1596 et Armada espagnole de 1597), mais manquent leurs objectifs en raison des mauvaises conditions météorologiques.
L'Angleterre se révèle incapable de profiter de ces acquis et perd l'initiative avec l'échec de l'expédition Drake-Norris entre La Corogne et Lisbonne en 1589. Après la défaite de l'Invincible Armada, l'Espagne a renforcé sa marine et sa flotte du trésor ramène le métal précieux des Amériques. La guerre tourne alors progressivement en faveur de l'Espagne.

## Contexte

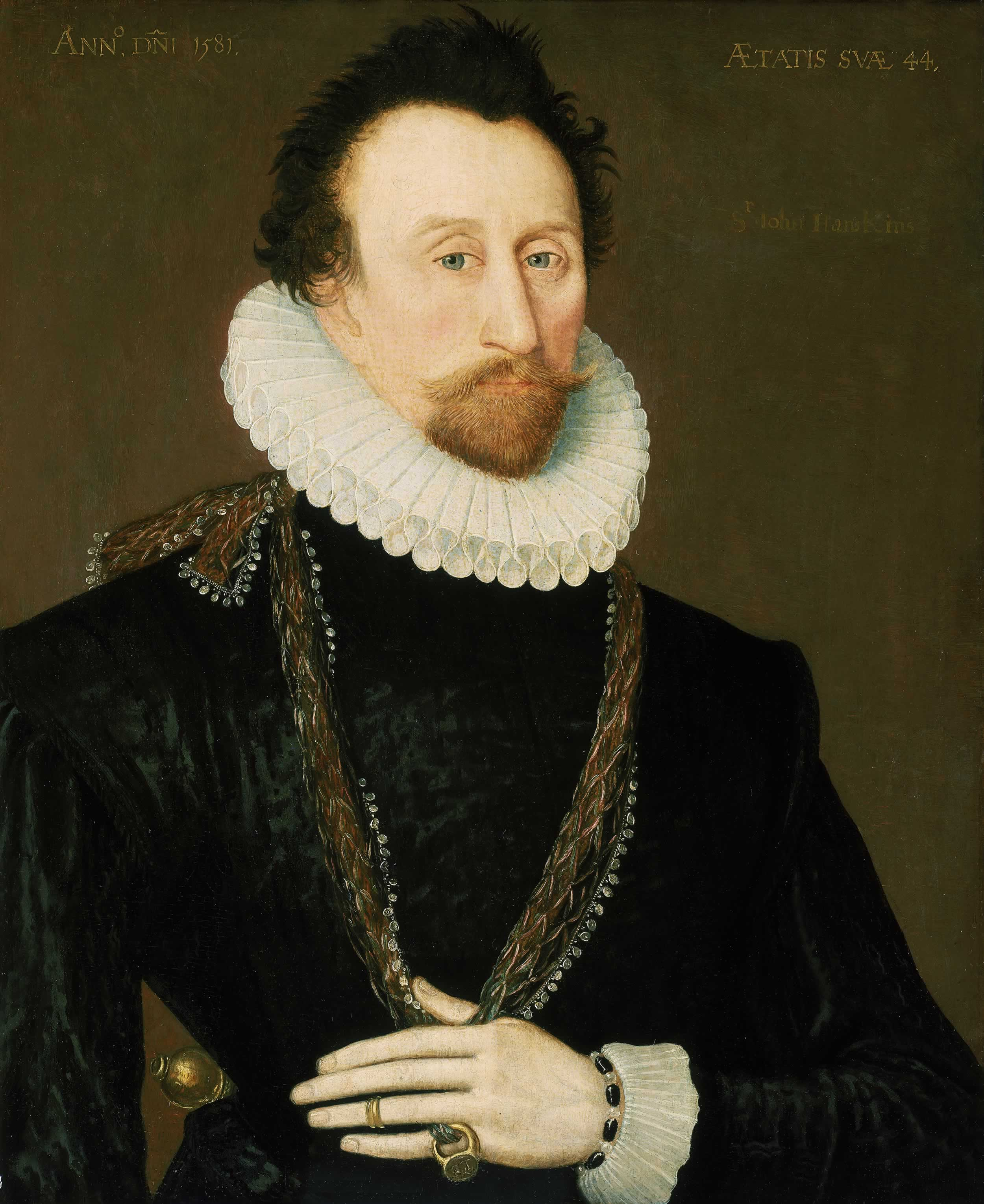
John Hawkins

Dans les années 1560, Philippe II d'Espagne cherche à entraver la politique de la couronne d'Angleterre pour des raisons commerciales et religieuses. La protestante Élisabeth Ire s'attire les foudres des catholiques romains en rendant la fréquentation des services de l'église d'Angleterre obligatoires et en punissant d'emprisonnement la fréquentation de la messe. Les Anglais soutiennent également la cause protestante aux Pays-Bas, de plus en plus hostile au gouvernement espagnol.

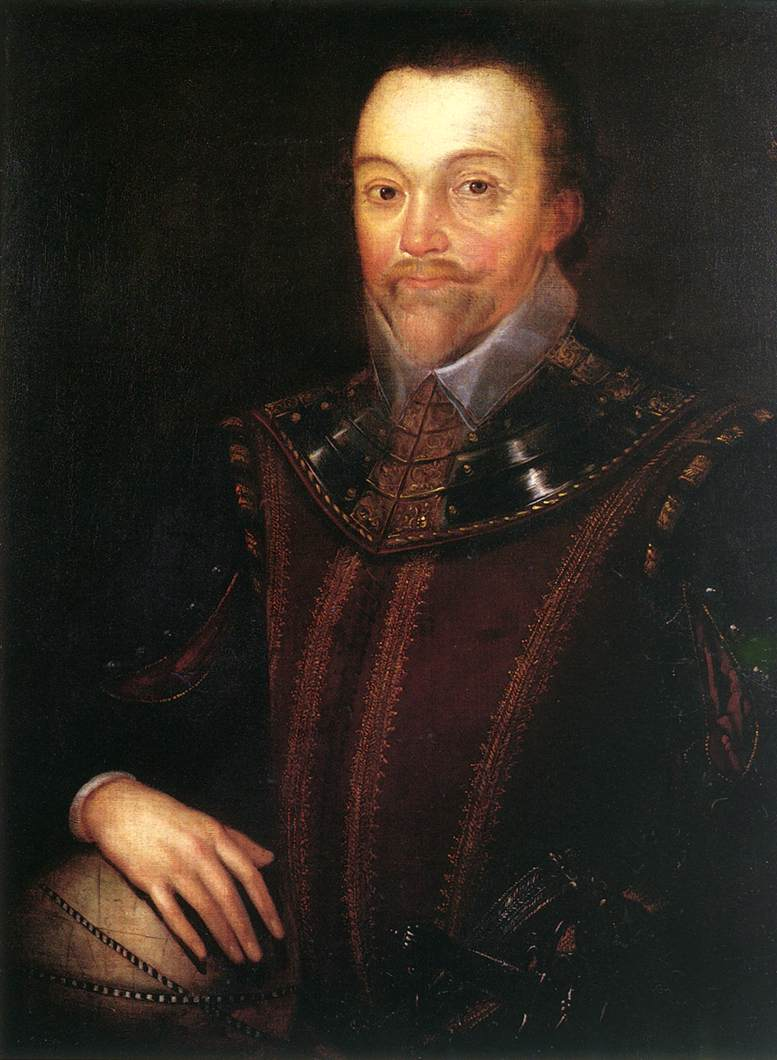
Francis Drake

Les activités des corsaires anglais, considérés comme des pirates par les Espagnols, dans les Caraïbes et en Atlantique ponctionnent sévèrement le Trésor espagnol. En 1562, John Hawkins se lance dans le commerce transatlantique des esclaves et obtient des accréditations royales. Le gouvernement espagnol considère ce commerce avec ses colonies des Antilles comme de la contrebande.
En septembre 1568, un transport d'esclaves conduit par John Hawkins et Francis Drake est surpris par les Espagnols à San Juan de Ulúa près de Veracruz, au Mexique. Plusieurs navires sont coulés. Cet engagement achève de dégrader les relations anglo-espagnoles. L'année suivante, les Anglais capturent plusieurs navires du trésor chargé de fournir l'armée espagnole aux Pays-Bas. L'intensification des activités de Drake et Hawkins et de quelques autres corsaires est pour les Anglais un moyen de briser le monopole espagnol sur le commerce atlantique.

## Le commencement de la guerre

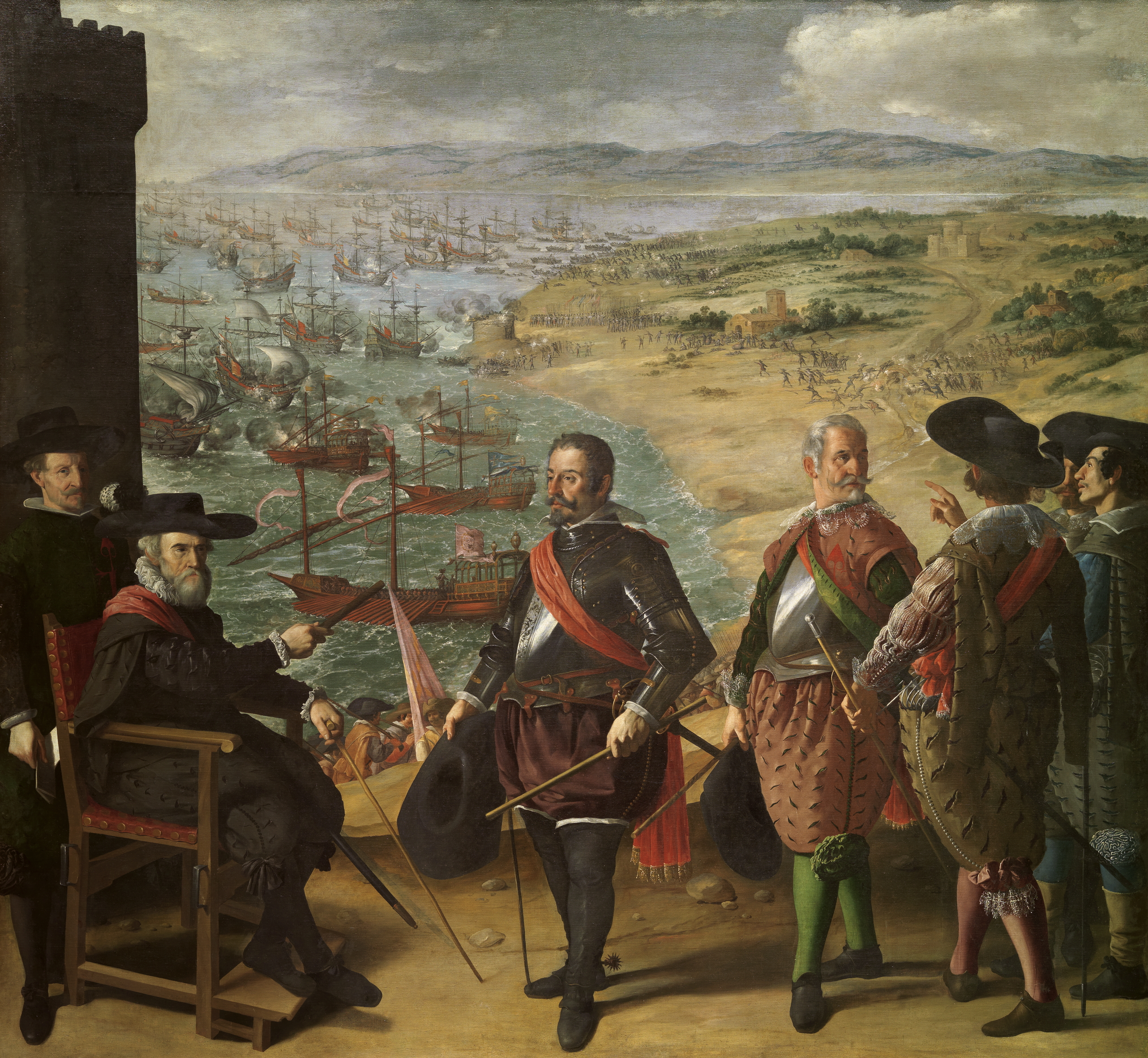
La défense de Cadix contre Francis Drake par Francisco de Zurbarán

En réponse à la signature du Traité de Joinville passé en 1584 entre Philippe II d'Espagne et la Ligue catholique, Élisabeth Ire d'Angleterre signe en 1585 avec la République des Provinces-Unies le Traité de Sans-Pareil : par ce traité, elle subventionne largement l'effort de guerre des rebelles et surtout déploie un corps expéditionnaire de plusieurs milliers d'hommes pour tâcher de reprendre la citadelle d'Anvers.
Le corsaire anglais Francis Drake croise dans les Caraïbes et saccage Saint-Domingue, Carthagène et Saint Augustine en Floride. L'Angleterre rejoint le camp des protestants néerlandais conduit par Guillaume Ier d'Orange-Nassau dans leur révolte contre l'Espagne.
Philippe II prépare l'invasion de l'Angleterre, mais en avril 1587 ses préparatifs subissent un revers lorsque Drake incendie 37 navires espagnols dans le port de Cadix. L'exécution de Marie Ire d'Écosse le 28 février de la même année a indigné tous les catholiques d'Europe. Le 29 juillet, Philippe II obtient la bénédiction papale pour renverser Élisabeth Ire, déjà excommuniée en 1570 par Pie V, et placer qui il l'entend à sa place sur le trône d'Angleterre.

## Les tentatives d'invasion

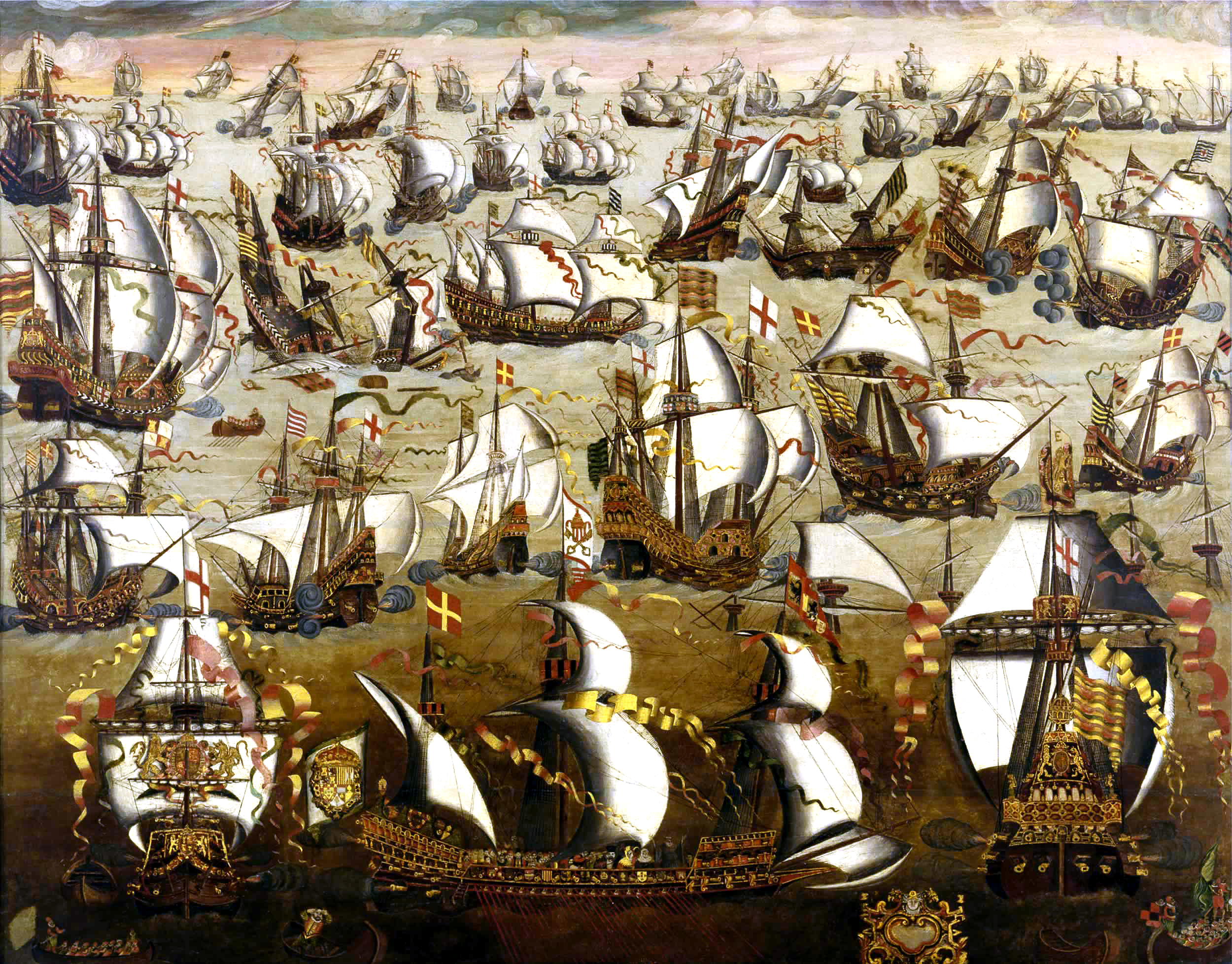
L'Invincible Armada dans la bataille d'août 1588
National Maritime Museum, Londres

La destruction de l'Armada, en 1588, qui constitue un moment fort de cette guerre, n'a pas eu de conséquences nuisibles pour le trafic des galions. Les corsaires anglais poursuivent leurs attaques contre la Flotte des Indes, dont les apports en argent au Trésor espagnol contribuent au ravitaillement des troupes espagnoles aux Pays-Bas.
La Bataille de Gravelines n'a pas été une victoire décisive. Beaucoup de navires n'ont pas été coulés et sont en réparation dans le nord de l'Espagne à Santander, La Corogne et Saint-Sébastien.
En 1589 une armada anglaise commandée par Drake et John Norreys est envoyée pour achever de détruire la flotte espagnole. Elle en profitera pour capturer la flotte du trésor du nouveau monde et expulser les Espagnols du Portugal, dont Philippe II s'est emparé en 1580.
Mal organisée, la force d'invasion qui manque de prendre Lisbonne est repoussée avec de lourdes pertes. Alors que les maladies frappent l'expédition, une partie de la flotte dirigée par Francis Drake vers les Açores est dispersée dans une tempête. L'expédition est en définitive un désastre pour Élisabeth, qui l'a cofinancée et subit un grave préjudice personnel.

## Le traité de Londres

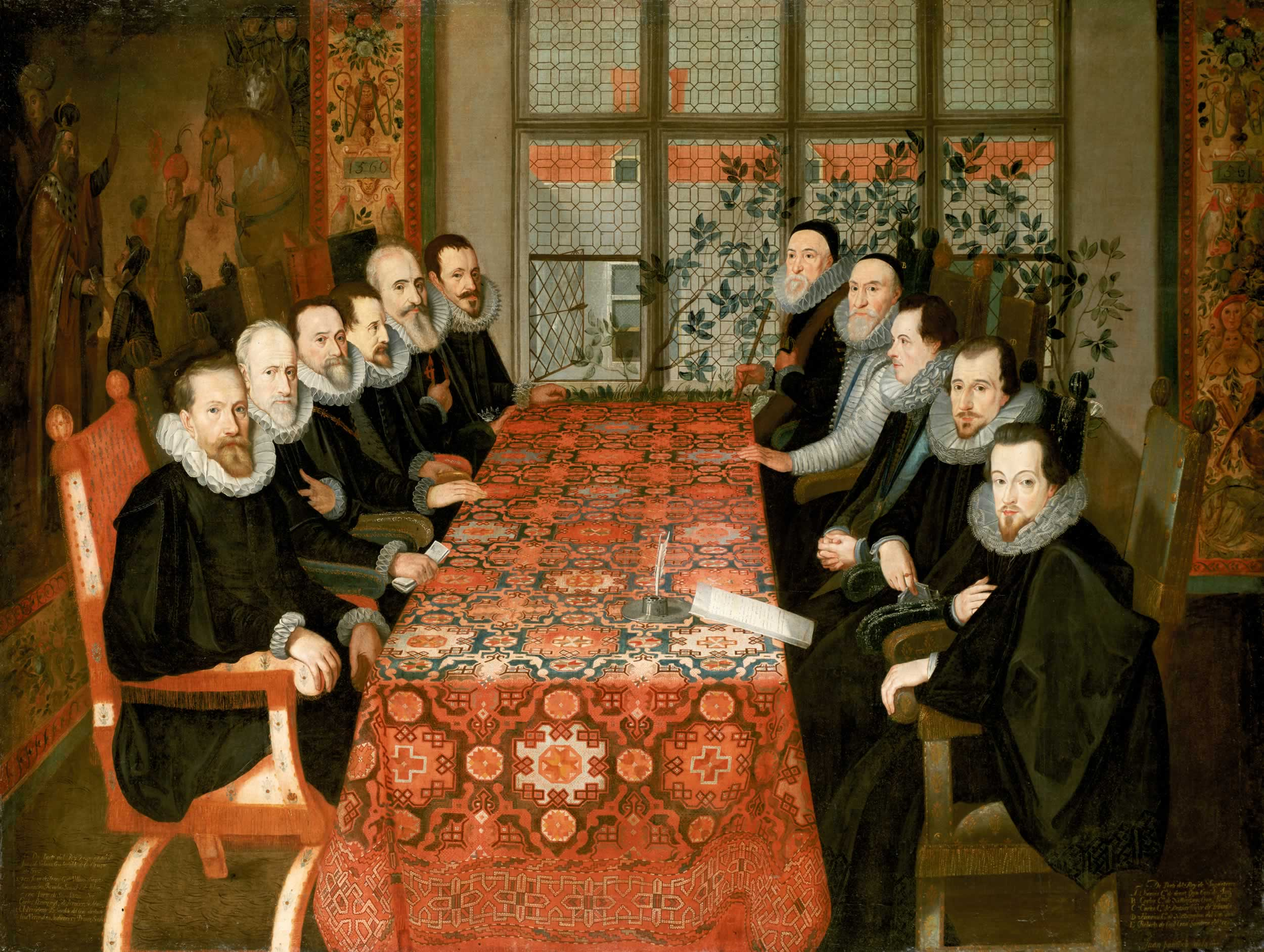
La conférence de Somerset House

Au tournant du siècle, la guerre s'éternise. En 1604, les représentants de Jacques Ier, le nouveau roi écossais d'Angleterre, et de Philippe III, le nouveau roi d'Espagne, négocient la fin du conflit et signent le traité de Londres. L'Angleterre et l'Espagne acceptent de cesser leurs interventions militaires respectives en Irlande et dans les Pays-Bas espagnols, et les Anglais renoncent à la piraterie. Si les deux parties ont bien réalisé certains de leurs objectifs, leurs trésors ont presque été épuisés.